# Ramazzottius oberhaeuseri
Ramazzottius oberhaeuseri är en djurart som tillhör fylumet trögkrypare, och som först beskrevs av Louis Michel François Doyère 1840.  Ramazzottius oberhaeuseri ingår i släktet Ramazzottius och familjen Hypsibiidae. Arten är reproducerande i Sverige. Inga underarter finns listade i Catalogue of Life.